# Ernest Henryk Saski
Ernest Henryk Ferdynand Franciszek Józef Otto Maria Milcjades Saski, niem. Ernst Heinrich Ferdinand Franz Joseph Otto Maria Melchiades von Sachsen (ur. 9 grudnia 1896 w Dreźnie, zm. 4 czerwca 1971 w Edingen-Neckarhausen) – książę Saksonii; niemiecki polityk monarchistyczny, 1923–1945 prezes Towarzystwa Domu Wettinów, działacz ruchu oporu, pamiętnikarz.

## Życiorys
Dzieciństwo spędził w Dreźnie, Pillnitz i Moritzburgu jako trzeci syn spośród siedmiorga dzieci Fryderyka Augusta III (1865–1932), króla Saksonii oraz Ludwiki Habsburg-Lotaryńskiej (1870–1947), wielkiej księżniczki Toskanii. Miał dwóch starszych braci: Jerzego (1893–1943) i Fryderyka Krystiana (1893–1968) oraz cztery młodsze siostry: Marię Alicję młodszą (1898), Małgorzatę Karolinę (1900–1962), Marię Alicję starszą (1901–1990) i Annę Monikę (1903–1976). Od 1903, kiedy to rozwiedli się jego rodzice, wychowywał się pod wyłączną opieką ojca.
W 1914 rozpoczął służbę w armii saskiej w stopniu porucznika, skierowany do 1 Królewskiego Regimentu Grenadierów Gwardii. Po wybuchu I wojny światowej, we wrześniu 1914 został awansowany na chorążego i jako oficer ordynansowy wysłany na front do XIX Korpusu, operującego w rejonie Reims i Lille. W 1916 uzyskał urlop dla złożenia egzaminu maturalnego. Następnie powrócił do służby, gdzie jako członek sztabu 2 Dywizji Rezerwowej wziął udział w bitwie nad Sommą, za co został odznaczony Krzyżem Kawalerskim Orderu św. Henryka (30 sierpnia 1918). Wiosną 1917 objął dowództwo kompanii 104 Rezerwowego Pułku Piechoty w Brzeżanach. Po pobycie w szpitalu, końcem tego samego roku został przeniesiony na zachód dla objęcia dowództwa baterii 115 Pułku Artylerii, operującego w rejonie Ieper. W maju 1918 został dowódcą szwadronu 1 Pułku Dragonów w Bychowie nad Dnieprem. W sierpniu 1918 wizytował oddziały saskie stacjonujące w Dorpacie, Rewalu i Finlandii. Następnie, w listopadzie i grudniu tego roku, dowodził odwrotem wojsk saskich do Niemiec.
W 1919–1920 zarządzał majątkiem ziemskim w Szczodrem. W marcu 1920 wobec puczu Kappa i Lüttwitza opowiedział się po stronie monarchistów. Był łącznikiem dowództwa przewrotu z siłami Reichswery stacjonującymi we Wrocławiu. Po klęsce przewrotu przeniósł się do Monachium, gdzie dołączył do koterii Ruprechta, byłego następcy tronu Bawarii. Tam też założył rodzinę, wiążąc się z Zofią Nassau-Weilburg (1902–1941), siostrą wielkiej księżnej Luksemburga Szarlotty. Młode małżeństwo zamieszkało w pałacu Nymphenburg.
Ernest Henryk był sceptyczny wobec narastających nastrojów nacjonalistycznych. Zignorował zaproszenie spiskowców do wzięcia udziału w kolejnym puczu Hitlera i Ludendorffa, przeprowadzonym z 8 na 9 listopada 1923. Nieprzychylnie wypowiadał się o jego przywódcach, publicznie dystansując się zwłaszcza od Adolfa Hitlera. W 1923 objął zarząd nad Towarzystwem Domu Wettinów, reprezentując interesy swojego ojca i dawnej dynastii. Na tym stanowisku doprowadził do przeprowadzenia negocjacji, mających na celu podpisanie 25 czerwca 1925 umowy z Wolnym Państwem Saksonii, określającej sposób oraz zakres przekazania majątku i zbiorów sztuki Wettinów, a także wypłacenie odpowiedniej rekompensaty. W następnych latach oddał się swojej pasji, kolekcjonując dzieła sztuki i podróżując w tym celu do Egiptu. Na przełomie 1928 i 1929 nawiązał kontakty polityczne z Gustavem Stresemannem, który typował go do kandydatury Niemieckiej Partii Ludowej na urząd prezydenta Rzeszy. Nie uzyskał jednak poparcia partyjnego w prawyborach.
Po 30 stycznia 1933 wypowiadał się publicznie, protestując przeciwko objęciu władzy przez Narodowosocjalistyczną Partię Niemiec, w której rozpoznawał szkodliwy populizm i manipulację symbolami narodowymi. Mając nadzieję na sukces działań opozycyjnych konserwatystów wiosną 1933 wstąpił do Stahlhelmu. 1 lipca 1934 w wyniku „nocy długich noży” został aresztowany i internowany w obozie koncentracyjnym Hohnstein. Został zwolniony po pięciu dniach, w wyniku interwencji szwagierki, wielkiej księżnej Szarlotty. Następnie zamieszkał w Moritzburgu, wyłączając się z działalności publicznej. Jednak w 30. XX w. przy okazji czynności inspekcyjnych lasów w dobrach zamkowych podejmował kurtuazyjnie wysokich urzędników Rzeszy, m.in. Hermanna Göringa i Martina Mutschmanna. W tych latach przyjmował też nieoficjalne wizyty opozycji antyhitlerowskiej, m.in. Karola II (1938) i Carla Friedricha Goerdelera (1939). W 1939–1945 inwigilowany przez Abwehrę. W 1943 publicznie zwątpił w przypadkową śmierć swojego brata Jerzego, za co został aresztowany przez Gestapo, następnie zwolniony po interwencji króla Rumunii. W 1943–1945 wspierał pozbawioną w wyniku bombardowania domu Käthe Kollwitz, umożliwiając jej przeprowadzkę do Drezna. Przeżył bombardowanie miasta z 14 lutego 1945. Wiosną tego samego roku uciekł przed zbliżającą się Armią Czerwoną do Sigmaringen, zabezpieczając uprzednio tzw. „skarb Sasów”.
W 1947 ożenił się ponownie z aktorką Virginią Dulon (1910–2002). W tym samym roku przeniósł się z rodziną do majątku Coolamber w Lismacafree (Irlandia), gdzie zajął się rolnictwem i pisaniem wspomnień.

## Publikacje
- 2010: Mein Lebensweg vom Königsschloss zum Bauernhof. Wyd. 4. uzup. Dresden: Verlag der Kunst. ISBN 978-3-86530-015-7.

## Rodzina
12 kwietnia 1921 na zamku Hohenburg w Lenggries poślubił Zofię Nassau-Weilburg (1902–1941), wielką księżniczkę Luksemburga, córkę Wilhelma IV (1852–1912) i Marii Anny Bragança (1861–1942). Z tego małżeństwa pochodzi troje dzieci:
- Albert Fryderyk August Jan Grzegorz Dedo (1922–2009)
- Jerzy Tymoteusz Michał Mikołaj Maria (1923–1982) ⚭ 1) Małgorzata Lucas (1923–1957), 2) Karolina Schwindack (ur. 1919), 3) Irena Eilts (1921–2010),
- Ruprecht Hubert Gero Maria (1925–2003).

Ponownie ożenił się 28 czerwca 1947 w Paryżu. Zawarł morganatyczny związek z aktorką Virginią Dulon (1910–2002). Małżeństwo pozostało bezdzietne.

## Odznaczenia
- Order Orła Czarnego (1910)
- Krzyż Kawalerski Orderu św. Henryka (30 sierpnia 1918)
- Order Korony Rucianej

## Genealogia
| Prapradziadkowie                | Maksymilian Saski (1759–1838) ∞ 1792 Karolina Burbon-Parmeńska (1770–1804)                   | król Bawarii Maksymilian I Józef (1756–1825) ∞ 1797 Karolina Fryderyka Badeńska (1776–1841)  | Ferdynand Jerzy Koburg (1785-1851) ∞ 1815 Maria Antonina Koháry (1797-1862)                  | cesarz Brazylii Piotr I (1798–1834) ∞ 1817 Maria Leopoldyna Habsburg (1797–1826)             | wielki książę Toskanii Ferdynand III (1769–1824) ∞ 1790 Ludwika Maria Burbon-Sycylijska (1773–1802) | król Obojga Sycylii Franciszek I (1777–1830) ∞ 1802 Maria Izabela Burbon (1789–1848)             | książę Parmy Karol II (1799–1883) ∞ 1820 Maria Teresa Sabaudzka (1803–1879)                  | Karol Burbon (1778–1820) ∞ 1816 Karolina Burbon-Sycylijska (1798–1870)                       |
| Pradziadkowie                   | król Saksonii Jan (1801–1873) ∞ 1822 Amelia Augusta Wittelsbach (1801–1877)                  | król Saksonii Jan (1801–1873) ∞ 1822 Amelia Augusta Wittelsbach (1801–1877)                  | król Portugalii Ferdynand II (1819–1885) ∞1836 królowa Portugalii Maria II (1819–1853)       | król Portugalii Ferdynand II (1819–1885) ∞1836 królowa Portugalii Maria II (1819–1853)       | wielki książę Toskanii Leopold II (1797–1870) ∞1832 Maria Antonina Burbon-Sycylijska (1814–1898)    | wielki książę Toskanii Leopold II (1797–1870) ∞1832 Maria Antonina Burbon-Sycylijska (1814–1898) | książę Parmy Karol III (1823–1854) ∞1845 Ludwika Burbon (1819–1864)                          | książę Parmy Karol III (1823–1854) ∞1845 Ludwika Burbon (1819–1864)                          |
| Dziadkowie                      | król Saksonii Jerzy (1832–1904) ∞ 1859 Maria Anna Koburg-Bragança (1843–1884)                | król Saksonii Jerzy (1832–1904) ∞ 1859 Maria Anna Koburg-Bragança (1843–1884)                | król Saksonii Jerzy (1832–1904) ∞ 1859 Maria Anna Koburg-Bragança (1843–1884)                | król Saksonii Jerzy (1832–1904) ∞ 1859 Maria Anna Koburg-Bragança (1843–1884)                | wielki książę Toskanii Ferdynand IV (1835–1908) ∞ 1868 Alicja Burbon-Parmeńska (1849–1935)          | wielki książę Toskanii Ferdynand IV (1835–1908) ∞ 1868 Alicja Burbon-Parmeńska (1849–1935)       | wielki książę Toskanii Ferdynand IV (1835–1908) ∞ 1868 Alicja Burbon-Parmeńska (1849–1935)   | wielki książę Toskanii Ferdynand IV (1835–1908) ∞ 1868 Alicja Burbon-Parmeńska (1849–1935)   |
| Rodzice                         | król Saksonii Fryderyk August III (1865–1932) ∞ 1891 Ludwika Habsburg-Lotaryńska (1870–1947) | król Saksonii Fryderyk August III (1865–1932) ∞ 1891 Ludwika Habsburg-Lotaryńska (1870–1947) | król Saksonii Fryderyk August III (1865–1932) ∞ 1891 Ludwika Habsburg-Lotaryńska (1870–1947) | król Saksonii Fryderyk August III (1865–1932) ∞ 1891 Ludwika Habsburg-Lotaryńska (1870–1947) | król Saksonii Fryderyk August III (1865–1932) ∞ 1891 Ludwika Habsburg-Lotaryńska (1870–1947)        | król Saksonii Fryderyk August III (1865–1932) ∞ 1891 Ludwika Habsburg-Lotaryńska (1870–1947)     | król Saksonii Fryderyk August III (1865–1932) ∞ 1891 Ludwika Habsburg-Lotaryńska (1870–1947) | król Saksonii Fryderyk August III (1865–1932) ∞ 1891 Ludwika Habsburg-Lotaryńska (1870–1947) |
| Ernest Henryk Saski (1896-1971) |                                                                                              |                                                                                              |                                                                                              |                                                                                              | |                                                                                                  |                                                                                              |                                                                                              |